# Маунт Итон (Охајо)
Маунт Итон (енгл. Mount Eaton) град је у америчкој савезној држави Охајо.

## Демографија
По попису из 2010. године број становника је 241, што је 5 (-2,0%) становника мање него 2000. године.
| Група             | 2000.       | 2010.       |
| Белци             | 244 (99,2%) | 238 (98,8%) |
| Афроамериканци    | 1 (0,4%)    | 0 (0,0%)    |
| Азијати           | 0 (0,0%)    | 0 (0,0%)    |
| Хиспаноамериканци | 0 (0,0%)    | 1 (0,4%)    |
| Укупно            | 246         | 241         |